# Fang Bang
Albums de Wednesday 13
Transylvania 90210: Songs of Death, Dying, and the Dead
(2005) Skeletons
(2008)
Fang Bang est le deuxième album solo du chanteur d'horror punk Wednesday 13.
Enregistré en une semaine, cet album est décrit comme étant moins atmosphérique, plus léger et brut que le précédent. Comme ce dernier, les films d'horreur sont l'influence principale des paroles, comme Le Loup-Garou de Londres, Halloween et Vendredi 13.
L'album est mixé par Bob Marlette et distribué par le label Rykodisc. Un clip vidéo a été tourné pour la chanson My Home Sweet Homicide.

## Liste des chansons
1. Morgue Than Words
2. American Werewolves In London
3. My Home Sweet Homicide
4. Faith In The Devil
5. Happily Ever Cadaver
6. Curse Of Me
7. Haddonfield
8. Too Much Blood
9. Till Death Do Us Party
10. Buried With Children
11. Kill You Before You Kill Me
12. Die Sci-Fi

### Bonus tracks
- Burn The Flames (Reprise de Roky Erickson, disponible sur l'édition américaine)
- R.A.M.O.N.E.S. (Reprise de Motörhead, disponible sur l'édition européenne)
- Good Day To Die (Disponible sur l'édition japonaise, additionnée des deux chansons précitées)

## Personnel
- Wednesday 13 - Chant, guitares, production
- Jamie Hoover - Ingénieur du son, guitare, basse, orgue et chœurs
- Ghastly - Batterie
- Bob Marlette - Mixage
- S. Riggs - Assistant mixage
- Trevor Sadler - Mastering
- Stephen Jensen - Photographie
- Marlene Elizabeth - Artwork, conception de la pochette